# 劉柏君
劉柏君（索非亞，Sophiyah Liu，1979年8月10日—），現任中華民國無任所大使，是台灣一位職業棒球裁判員與翻譯。她是首位獲得中華民國棒球協會認證的女性裁判員，也是首位在臺灣全國性賽事執法的女性主審。2018年時獲得富比士體壇最具影響力女性第19名。2019年獲得國際奧會女性與運動獎世界獎座。2020年成立社團法人台灣運動好事協會擔任執行長，同年擔任社團法人郭東修（冬瓜）生命教育紀念協會秘書長。2023年11月獲民主進步黨列入2024年中華民國立法委員選舉的不分區立法委員名單內、同時加入民主進步黨。2024年5月獲邀至民進黨中常會演講，並獲得即將上任的總統賴清德讚賞，希望能在運動外交的路上一同前進，而未來體育暨運動發展部要成立，也拜託她多多提供意見。

## 生平

### 靈媒生涯

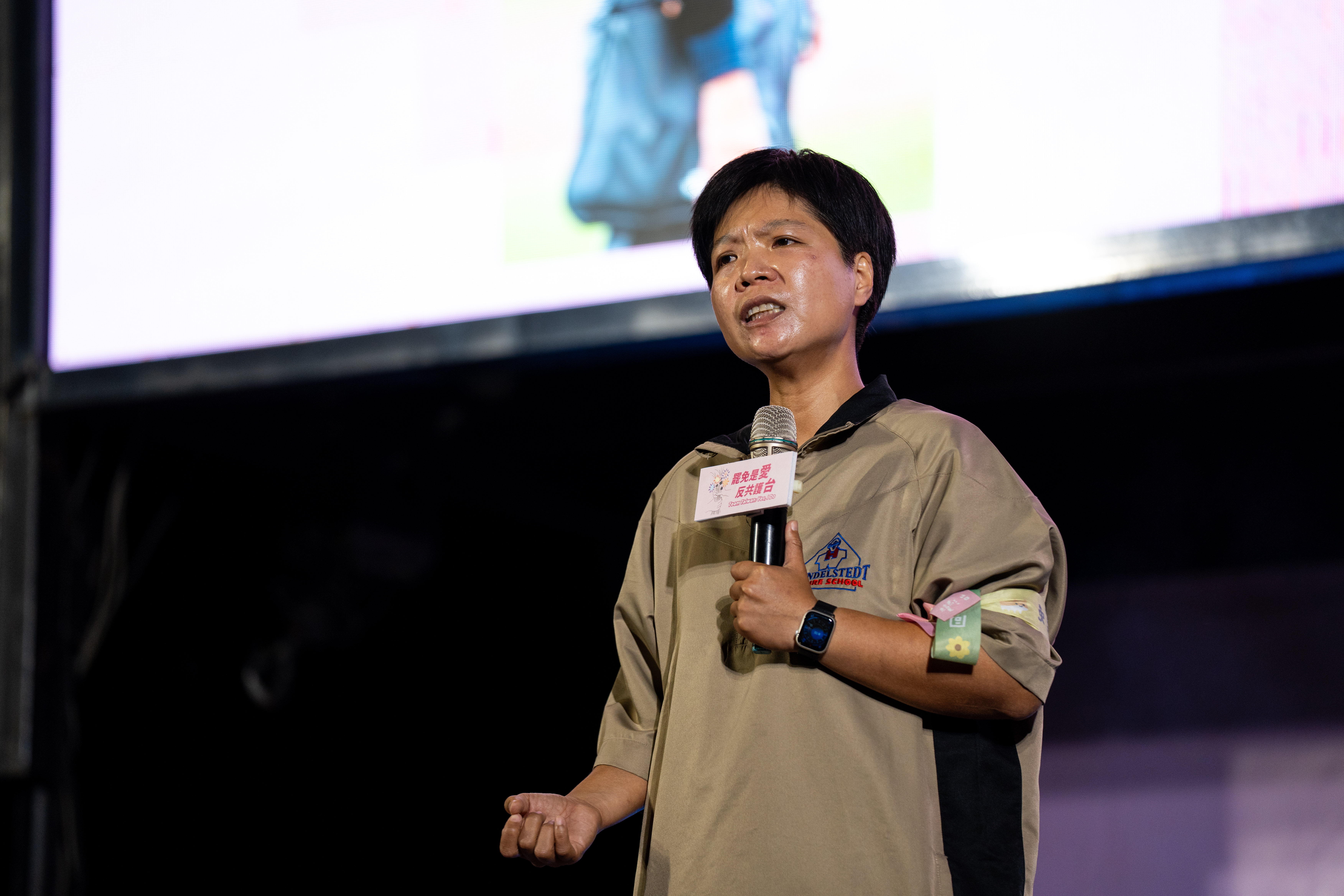
劉柏君

劉柏君在就讀中學時即開始在宮廟擔任仙姑，但在就讀大學時因故離開該職業並隨後改信伊斯蘭教。後來，她持續接受各界邀約分享相關經歷，並將其寫成自傳性作品出版；此外，她的經歷也被翻拍為電視影劇作品「通靈少女」，是公視與HBO亞洲的首部合作案。
她曾表示古蘭經對精靈的描述與其自身經驗相符合。
《壹週刊》報導劉柏君宣稱自己看得到無形世界「祂們(靈)有正常的顏色，但看起來就跟玻璃一樣，是半透明的。靈也要吃東西。祂們吃的是香灰與食物的香氣，特別喜歡金紙燒出來的灰。」

### 棒球生涯
劉柏君在幼稚園就跟爸爸學傳球打擊，7歲時就懂棒球基本規則，就讀國中時因遇上臺灣職棒和金龍旗熱潮而亟欲加入學校球隊，但被老師以「妳是女生」為理由拒絕。
後來，她在就讀於國立臺北大學時投入棒球相關志工行列，帶領少棒夏令營成員練球、集訓並照顧其生活起居，也為離島與弱勢少棒球隊募集球具；她在近距離觀察裁判抹煞隊員努力時萌生加入裁判行列之信念。2006年，她報名參加C級棒球裁判講習，並在報到與訓練過程中屢遭質疑與勸退。在終於撐過結訓後，她在乙組棒球聯盟裁判長洪夙明協助下終於取得C級棒球裁判執照。2008年成為首位全國性棒球賽執法女主審。
在正式上場執法後，她再度遭到諸多歧視與質疑。2009年，她在紐約洋基拜訪臺灣時獲邀擔任隨隊翻譯並備受肯定，被美國知名All-Star護具代工廠通德興業董事長陳前芳肯定並贊助她護具至今。
陳前芳董事長的支持鼓勵下，她前往香港鳳凰盃國際女子棒球賽執法，並因此開啟日後前往澳洲及美國接受正統訓練與執法的機遇。

棒球年表：
- 2007年 -- 第一屆勝求盃全國少棒邀請賽裁判
- 2007年 -- 第三十七屆世界盃棒球錦標賽澳洲隊翻譯
- 2008年 -- 97年全國女子棒球錦標賽裁判
- 2008年 -- 97年協會盃全國少棒錦標賽裁判
- 2008年 -- 全國女子棒球台北邀請賽裁判
- 2008年 -- 台北城市盃國際青少棒邀請賽裁判
- 2009年 -- 玉山全國青棒投捕訓練營紐約洋基隊教練翻譯
- 2009年 -- 香港第二屆鳳凰盃國際女子棒球邀請賽裁判
- 2009年 -- 2009年澳洲全國女子棒球錦標賽裁判
- 2009年 -- 接受錢定遠主播專訪，擔任快樂聯播網《台灣棒球部落》第廿二集特別來賓，節目於2009/07/04早上07:00播出。
- 2010年 -- 到美國裁判學校（Jim Evan’s）受訓
- 2010年 -- 99年謝國城盃全國少棒錦標賽全國選拔賽裁判
- 2010年 -- 99年全國女子棒球錦標賽全國選拔賽裁判
- 2010年 -- 99年TOTO盃全國少棒錦標賽全國選拔賽裁判
- 2012年 -- 第二十六屆亞洲棒球錦標賽中華成棒代表隊翻譯
- 2013年 -- 第二屆U-12世界盃棒球賽中華少棒代表隊翻譯
- 2014年 -- 第二屆黑豹旗全國高中棒球大賽松山高中青棒隊總教練
- 2014年 -- 臺南市巨人盃國際青少年棒球錦標賽裁判
- 2015年 -- 到美國裁判學校（Harry Wendelstedt）受訓
- 2015年 -- 第三屆黑豹旗全國高中棒球大賽松山高中青棒隊總教練
- 2017年 -- 受智林體育台之邀擔任105學年度全國高中軟式棒球錦標賽的直播賽事球評。
- 2017年 -- 05月21日受中信兄弟隊邀請至洲際球場，為第二天「女孩日」主題活動開球。

公益生涯
2020年成立社團法人台灣運動好事協會擔任執行長，以及台灣女子運動體育協會擔任理事長，致力推動弱勢運動培力、運動外交及體育領域中的性別平等。
2022年於民進黨立委林靜儀發起成立的「立法院女子運動外交促進會」擔任榮譽顧問，並在協助下完成「撐女孩！讓女孩舒適運動」、「女性在體壇國際攝影大賽」等專案計畫；並於同年以中華奧會性平委員會副主委身分飛往紐西蘭參加IWG（International Working Group on Women and Sport）第八屆年會 （页面存档备份，存于），分享自身運動性平的多年經驗，透過各項專案及專業分享期盼用運動交朋友，以運動外交推廣台灣，讓世界看見台灣。
2024年5月獲邀至民進黨中常會演講，以「台灣運動軟實力-運動外交新思維」為題進行報告，並分享長期推廣運動平權、運動外交等業務的公益經驗，獲得賴清德讚賞，並感謝她一直以來台灣運動外交的卓越貢獻，希望能在運動外交的路上一同前進，而未來體育暨運動發展部要成立，也拜託她多多提供意見。

## 作品

### 著作
| 書名                                             | 出版社   | 出版日期      | ISBN                   |
| ------------------------------------------------ | -------- | ------------- | ---------------------- |
| 《靈界的譯者：從學生靈媒到棒球女主審的通靈之路》 | 三采出版 | 2009年9月9日  | ISBN 978-986-229-159-7 |
| 《靈界的譯者2：跨越生與死的40個人生問答》        | 三采出版 | 2010年9月15日 | ISBN 978-986-229-327-0 |
| 《靈界的譯者3：情與愛的輪迴》                    | 三采出版 | 2012年2月3日  | ISBN 978-986-229-608-0 |
| 《鬼怪不想讓你知道的50個祕密》                   | 三采出版 | 2016年8月5日  | ISBN 978-986-342-675-2 |
| 《靈界的譯者4：我的後通靈人生》                  | 三采出版 | 2019年4月26日 | ISBN 978-957-658-148-9 |

共同著作
《Safe & Out 堅持》與自己對決的勇氣：那些棒球教我們關於挫敗與態度的故事
（作者：尤志欽、吳家維、邱景彥、楊崇煇、劉柏君）
- 2016年2月3日出版、ISBN 978-986-342-549-6（三采出版）

### 論文
- 伊斯蘭教法社會福利思想之探討─以《古蘭經》和《聖訓》為基礎的詮釋[17]

## 相關作品

### 影劇
- 《安派兒》：一部講述劉柏君成為臺灣首位女性國際棒球裁判的紀錄片[18][19]。
- 《神算》：一部由劉柏君個人經歷改編而成的短片；她在片中飾演學校女子壘球隊教練一角。（2013年）
- 《通靈少女》：一部由《神算》改編而成的迷你影集[20]；她是片中女主角（郭書瑤飾）的原型，同時亦受邀擔任該劇的文化顧問。（第一部2017年）

代言
- 2024年全球人壽「全球30，因愛而在 （页面存档备份，存于）」代言人（社企流創辦人林以涵、國際棒球裁判劉柏君、石虎醫生陳芸詩以及永續時尚C Jean簡君嫄）
- 《HERSHEY’S好時》2023年喝采女子時刻活動 （页面存档备份，存于）（樹醫師詹鳳春、黑熊研究者黃美秀、海洋倡議家張卉君以及棒球女主審劉柏君）

節目/專訪
- 《賴清德》【我們，棒球人 EP.01 （页面存档备份，存于） 】曾經，棒球場只有男性 feat.劉柏君
- 《台灣演義》不可思議的靈媒人生 通靈少女 劉柏君 2024.03.03 | Taiwan History （页面存档备份，存于）
- 《新聞觀測站》奇幻人生! 通靈少女到棒球裁判 劉柏君專訪[21] 2023.8.26
- 《台灣名人堂》2019-07-28 作家 劉柏君[22]

- 《豈有此呂》

| 日期           | 集數  | 主題                                                                       | 備註 |
| -------------- | ----- | -------------------------------------------------------------------------- | ---- |
| 2023年5月3日   | EP6   | 索非亞談鬼家人！他竟娶3鬼妻 呂捷亡父半夜入夢借錢                           |      |
| 2023年6月20日  | EP33  | 記者第一凶宅試膽遇鬼 雲林阿嬤抓交替！頭七日親自把歹兒收了                  |      |
| 2023年12月27日 | EP142 | 索非亞劉柏君愛體育真性情 飆裁判「判三小啦」 能闖立院改革？                 |      |
| 2024年1月16日  | EP153 | 通靈翻譯人生 我願意講實話 你有勇氣聽嗎                                     |      |
| 2024年3月21日  | EP187 | 凱凱事件社工上銬太衝擊 「下一個就是我」劉柏君：領35K要KPI根本屎缺          |      |
| 2024年6月25日  | EP239 | 通靈少女的青春遺憾 「只能牽死人手」索非亞崩潰改信真主 「古蘭經趕鬼最有用」 |      |

- 《新聞挖挖哇！》

| 日期           | 來賓                                                                     | 主題                                                                                                   | 備註 |
| -------------- | ------------------------------------------------------------------------ | --- | ---- |
| 2018年8月13日  | 林美容、索非亞、徐嶔煌、廖美然、Take                                     | 誰是好兄弟                                                                                             |      |
| 2019年5月8日   | 索非亞、許常德、作家H、周映君、劉韋廷                                    | 母親結                                                                                                 |      |
| 2019年5月9日   | 索非亞、許常德、柚子醫師、狄志偉、AMY                                    | 窮人不能生小孩                                                                                         |      |
| 2019年8月21日  | 鄧惠文、索非亞、欣西亞、狄志偉                                           | 你真的愛我嗎？                                                                                         |      |
| 2019年8月26日  | 文奕夫、SWAY、索非亞、廖美然                                             | 與飄同居嚇破膽                                                                                         |      |
| 2019年9月5日   | 呂文婉、索非亞、文國士、高仁和、楊嘉玲                                   | 奪命同學會                                                                                             |      |
| 2020年7月22日  | 網路創作者微疼、黃越綏老師、索非亞劉柏君、神老師沈雅琪、出租大叔銀色快手 | 微疼從小弟變大咖，索非亞成台灣唯一！雖然低潮但沒關係                                                   |      |
| 2020年8月12日  | 索非亞、詹惠珠、陳敏鳳、馬在勤、全嘉                                     | 人脈有多重要？台灣之光的幕後推手                                                                       |      |
| 2021年7月23日  | 索非亞、黃宥嘉、欣西亞、廖美然                                           | 索非亞通靈感應！醫院之不可思議真實鬼故事！X光片裡的手哪裡來的？                                        |      |
| 2021年7月29日  | 索非亞、黃大米、欣西亞、李宇柔                                           | 悲情身世惹淚流！重男輕女不被愛？父親的愛藏在哪？                                                       |      |
| 2021年8月4日   | 索非亞、陳哲宇、吳姵瑩、黃益中                                           | 不向命運低頭翻轉人生！黃筱雯奪牌背後悲傷過往曝光...選手的爸爸們                                        |      |
| 2021年8月11日  | 索非亞、黃宥嘉、吳姵瑩、狄志為                                           | 卸下家人的夢想！令世界心疼的14歲女孩                                                                   |      |
| 2021年9月6日   | 許聖梅、郭德田、周映君、狄志為、索非亞                                   | 不得不拒絕的親情債 許聖梅掀家醜難堪內幕！                                                              |      |
| 2022年12月29日 | 楊月娥、王樂明、索非亞、作家H、吳姵瑩                                    | 展望2023年！通靈少女索非亞讓世界看見台灣！回顧今年，大家都經歷了什麼？撼動人心的「真情故事」感動全場！ |      |
| 2023年7月17日  | 洪素卿、劉曉東、索非亞、彭啟明、take                                     | 今年恐十萬年最熱「地獄式熱浪」致命！高溫警戒飆破40度？熱昏頭心肌梗塞奪命！台灣真的「熱死人」了啦       |      |

- 《全民星攻略》命理界大鬥法！索非亞遇好兄弟告狀「這件事」哭笑不得？《高手諜對諜》EP104
- 《全民星攻略》政大蔣中正銅像投幣「帶你下山」？蔡尚樺「過來人」經驗報乎你知！《政大風雲人物》 EP595
- 《一字千金 妙筆生花風雲榜》EP2
- 《呂氏戰國 BATTLE》社工不是神！索非亞：盡可能用生命影響生命 文理組之戰！高中重來會怎麼選？｜ 20240420

## 獲獎與榮譽
- 十大傑出女青年「金鳳獎」（2017年）
- 美國國務院「全球運動導師計畫」成員（2017年）
- 富比士國際體壇最具影響力女性第19名（2018年）[23]
- 國際奧會女性與體育世界獎（2019年）[24]
- 中華民國第57屆十大傑出青年（2019年）[25][26]
- 台北市推動運動性別平等獎（2020年） （页面存档备份，存于）
- 111年體育運動精英獎「特別獎」（2022年） （页面存档备份，存于）

## 連結
- 劉柏君 （页面存档备份，存于）在台灣棒球維基館的頁面
- 劉柏君- 棒球裁判觀點- 運動視界Sports Vision （页面存档备份，存于）
- 劉柏君的Facebook專頁
- 劉柏君在互联网电影资料库（IMDb）上的資料（英文）
- 女主審劉柏君 從球場淬煉的當下力量 （页面存档备份，存于）